# Kirchenprovinz (Altpreußische Union)
Eine Kirchenprovinz der Evangelischen Kirche der altpreußischen Union (APU  oder EKapU) bezeichnet – in Anlehnung an die Gliederung Preußens in Provinzen – die Provinzialgliederungen dieser ehemaligen Landeskirche in den älteren Provinzen Preußens, also jenen, die vor 1851 zu Preußen gehörten.
Die Bezeichnung Kirchenprovinz erhielt sich noch bis 2008 für die Evangelische Kirche der Kirchenprovinz Sachsen, um sie von der Evangelisch-Lutherischen Landeskirche Sachsens zu unterscheiden. Der APU gehörten folgende Kirchenprovinzen an:
| Name | Status als Kirchenprovinz                                                                                   | Amtsbereich umschloss | Sitz                                         | Leitende Organe (legislative, exekutive) und Personen | nachfolgende Organisation |
| --- | --- | --- | -------------------------------------------- | --- | --- |
| Brandenburg: Kirchenprovinz Brandenburg (1821–1926) / Kirchenprovinz Mark Brandenburg (1926–1948) | 1821–1948                                                                                                   | Provinz Brandenburg und Berlin (1881 aus Brandenburg ausgeschieden)                                                                    | Berlin, Züllichau (1944–1945)                | Provinzialsynode, Konsistorium (Mark) Brandenburg, 1829–1933: General-superintendenten für (1) Berlin-Stadt, (2) Berlin-Land (1911–1933), (3) Kurmark und (4) Niederlausitz und Neumark 1933–1935: Provinzial-bischöfe je für Berlin und Brandenburg, Pröpste für Kurmark und Neumark-Niederlausitz | Evangelische Kirche in Berlin-Brandenburg (EKiBB; 2004 zur EKBO, westliches Gebiet) de facto aufgelöst durch Flucht, Tod und Vertreibung der Gemeindeglieder (östliches Gebiet) |
| Danzig, Freie Stadt: Landessynodalverband der Freien Stadt Danzig (Kirchenverband mit Status einer Kirchenprovinz ohne zugleich diesen Begriff im Namen zu führen)                                                       | 1922–1940                                                                                                   | Freie Stadt Danzig | Danzig                                       | Landessynode, Konsistorium Danzig, 1922–1933: General-superintendent Danzig 1933–1940: Provinzial-bischof von Danzig | Kirchengebiet Danzig-Westpreußen |
| Danzig-Westpreußen: Kirchengebiet Danzig-Westpreußen | 1940–1945                                                                                                   | Reichsgau Danzig-Westpreußen | Danzig                                       | keine Synode, Konsistorium Danzig, Bischof für Danzig-Westpreußen | de facto aufgelöst durch Flucht, Tod und Vertreibung der Gemeindeglieder |
| Memelgebiet: Landessynodalverband Memelgebiet | 1925–1939                                                                                                   | Memelgebiet | Memel (Stadt)                                | Landessynode, Konsistorium Memel (gegr. 1927), 1926–1944: General-superintendent Memel | Kirchenprovinz Ostpreußen |
| Ostpreußen: Kirchenprovinz Ostpreußen | 1821–1829, 1878/86–1945 (dazwischen bestand die aus Ost- und Westpreußen bestehende Kirchenprovinz Preußen) | Provinz Ostpreußen, 1922 plus Reg.bez. Westpreußen 1925 minus Memelgebiet, März 1939 plus Memelgebiet, 1940 minus Reg.bez. Westpreußen | Königsberg in Preußen                        | Provinzialsynode, Konsistorium Königsberg, 1886–1933: General-superintendent Ostpreußen, Provinzial-bischof (1933–1936) und Generalsuperintendent Memel (1939–1944) | de facto aufgelöst durch Flucht, Tod und Vertreibung der Gemeindeglieder |
| Polnisch Oberschlesien: Unierte Evangelische Kirche in Polnisch-Oberschlesien / polnisch Kościół Ewangelicko-Unijny na Polskim Górnym Śląsku (Kirchenverband mit 17 Gemeinden und bis 1937 Status einer Kirchenprovinz.) | 1923–1937                                                                                                   | Ostoberschlesien | Katowice                                     | Landessynode, Landeskirchenrat, Kirchenpräsident | Kirche bestand 1937 bis 1939 ohne Status als Kirchenprovinz, dann in die Kirchenprovinz Schlesien rückgegliedert |
| Pommern: Kirchenprovinz Pommern | 1821–1950                                                                                                   | Provinz Pommern | Stettin (bis 1945), Greifswald (ab 1945)     | Provinzialsynode, Konsistorium Pommern, 1883–1933: General-superintendenten (Ost- und Westsprengel), 1933–1945: Provinzial-bischof | Pommersche Evangelische Kirche (PEK; 2012 zur Nordkirche, westliches Gebiet) de facto aufgelöst durch Flucht, Tod und Vertreibung der Gemeindeglieder (östliches Gebiet) |
| Posen, Prov.: Kirchenprovinz Posen | 1821–1920                                                                                                   | Provinz Posen | Posen                                        | Provinzialsynode, Konsistorium Posen, 1829–1920: General-superintendent | Kirchenprovinz Posen-Westpreußen (westliches Gebiet), Unierte Evangelische Kirche in Polen (übriges Gebiet) |
| Posen-Westpreußen: Kirchenprovinz Grenzmark Posen-Westpreußen | 1921–1941                                                                                                   | Grenzmark Posen-Westpreußen | Schneidemühl                                 | Provinzialsynode, Konsistorium Posen-Westpreußen, 1923–1933: General-superintendent, 1933–1941: Propst | Kirchenprovinz Pommern |
| Preußen, Prov.: Kirchenprovinz Preußen | 1829–1886                                                                                                   | Provinz Preußen | Königsberg in Preußen                        | Provinzialsynode, Konsistorium Königsberg, 1812–1883: General-superintendent Preußen | Kirchenprovinz Ostpreußen (östliches Gebiet), Kirchenprovinz Westpreußen (westliches Gebiet) |
| Rheinland: Kirchenprovinz Rheinland | 1821–1947                                                                                                   | Rheinprovinz, westliches und zentrales Saargebiet (1920–1935) bzw. Saarland (ab 1946), Provinz Hohenzollern (1899–1950)                | Koblenz (bis 1934), Düsseldorf (ab 1934)     | Provinzialsynode, Konsistorium Rheinland, 1836–1948: General-superintendent Rheinland | Evangelische Kirche im Rheinland (EKiR) |
| Sachsen, Prov.: Kirchenprovinz Sachsen | 1821–1950                                                                                                   | Provinz Sachsen | Magdeburg                                    | Provinzialsynode, 4 Konsistorien je in Magdeburg (1815–2008), Roßla (1719–1947), Stolberg am Harz (1553–2005) und Wernigerode (1658–1930; letztere drei regional zuständig), 1815–1933: 3 General-superintendenten (1. bis 3. Amt), 1933–1950: Provinzialbischof                                    | Evangelische Kirche der Kirchenprovinz Sachsen (KPS; 2009 zur EKM) |
| Schlesien: Kirchenprovinz Schlesien | 1821–1947                                                                                                   | Provinz Schlesien (1821–1919, 1938–1941) Provinzen Nieder- und Oberschlesien (1919–1938, und 1941–1945)                                | Breslau (bis Ende 1946), Görlitz (1947–2003) | Provinzialsynode, Konsistorium Schlesien, 1829–1933: General-superintendent für Liegnitz und Breslau-Oppeln, 1935–2003: Provinzial-bischof | Evangelische Kirche von Schlesien/der Schlesischen Oberlausitz (so 1992–2003, EKsOL; 2004 zur EKBO, westliches Gebiet) de facto aufgelöst durch Flucht, Tod und Vertreibung der Gemeindeglieder (östliches Gebiet) |
| Westfalen: Kirchenprovinz Westfalen | 1821–1945                                                                                                   | Provinz Westfalen | Münster in Westfalen                         | Provinzialsynode, Konsistorium Westfalen, 1836–1944: General-superintendent | Evangelische Kirche von Westfalen |
| Westpreußen: Kirchenprovinz Westpreußen | 1821–1829, 1886–1921 (dazwischen bestand die aus Ost- und Westpreußen bestehende Kirchenprovinz Preußen)    | Provinz Westpreußen | Danzig                                       | Provinzialsynode, Konsistorium Westpreußen, 1883–1920: General-superintendent für Westpreußen | Landessynodalverband der Freien Stadt Danzig (nördliches Gebiet), Kirchenprovinz Ostpreußen (ab 1923, östliches Gebiet), Kirchenprovinz Posen-Westpreußen (neu ab 1923, südwestliches Gebiet), Unierte Evangelische Kirche in Polen (neu ab 1920 ohne Status als Kirchenprovinz, zentrales, nordwestliches und südliches Gebiet) |